# 春原惣左衛門
春原 惣左衛門（すのはら そうざえもん）は、戦国時代の武将。海野氏、真田氏の家臣。

## 略歴
春原氏は信濃国の国人。丹治氏の末裔（武蔵七党の丹党）で、祖先は武蔵国から信濃に移って海野氏に仕えたという
最初、海野棟綱に仕えていたが、天文10年（1541年）の海野平の戦いで武田信虎・村上義清連合軍に敗れ、海野棟綱は上野国へ逃れる。その後、武田信玄に仕えた海野氏傍流の真田幸隆に従い、特に村上義清の戸石城攻めで謀略に貢献したほか武勇にも優れ、大いに戦功を挙げた。